# Josh White
Joshua Daniel White, född 11 februari 1914 i Greenville, Syd-Carolina, död 5 september 1969 i Manhasset, New York, var en amerikansk sångare, gitarrist, skådespelare och människorättskämpe i USA. Han hade en varierande repertoar som bestod av blues, gospel, visor och folksånger, och han blev mycket populär från 1930-talet till och med 1960-talet. White var känd för sin stora utstrålning, sin mjuka röst och sitt kraftfulla sätt att hantera gitarren.

## Starten
Som liten grabb reste han runt med några av de verkligt stora blues och religiösa artisterna på den tiden, som Willie Walker, Blind Blake, Blind Joe Taggart (som han senare gjorde skiva tillsammans med) och Blind Lemon Jefferson.
Hans jobb var att samla in mynt efter att de stora artisterna hade spelat. Det var en lärorik tid för honom och han lärde fort både att spela gitarr och att uppträda. Några av de pengarna han tjänade sände han hem till sin mor och sina syskon. Efter detta flyttade han hem en period, men 1931 blev han uppspårad av ett skivbolag för att komma till New York och spela in religiösa sånger
Efter en tid började han också spela in bluessånger. År 1936 drabbades han av en olycka och höll på att förlora sin vänstra hand. Han fick behålla den, men blev tvungen att ta en paus från gitarren i ett par år. När så handen igen började fungera kunde han starta med uppträning på gitarren. Han samarbetade nu med en rad kända namn som Woody Guthrie, Leadbelly och Burl Ives, och han hade också flera andra samarbetsprojekt, samt egna soloskivor. Han var den första svarta artisten som fick uppträda i Vita Huset, han blev den första svarta artisten med en miljonsäljande hit, den förste svarta manliga artisten till att uppträda tillsammans med en vit kvinnlig artist, den förste svarta artisten till att resa på en landsomfattande soloturné, och som första svarta artist blev också hans album spelade på vita radiostationer i sydstaterna.
Sångerna han framförde handlade ofta om de hårda villkor färgade levde under på den tiden. Här gjorde hans egen erfarenhet under uppväxten sångerna väldigt personliga, rörande och träffande för dem som lyssnade på honom.

## Populär
Josh White och hans familj blev nära vänner med den amerikanska presidentfamiljen (Franklin Roosevelt) och White höll också konserter vid viktiga politiska arrangement. White blev accepterad av både vita och svarta, vilket var ovanligt, och han kom därför att spela en stor roll i denna tid när färgade kämpade för sina rättigheter i USA.
På sätt och vis blev han en urban artist när han flyttade till New York och spelade på kaffehus och kabareer, men många bluesentusiaster menar att han, trots detta, fortsatte att vara den folkliga artisten han alltid varit. Han blev en stor stjärna, som med sin sexuella utstrålning, sin känslosamma röst och inte minst sitt sätt att hantera gitarren fick han stora skaror av beundrare långt utanför Amerikas gränser.
Han uppträdde ofta på nattklubben Cafe Society och hans konserter besöktes av allt från presidenfamiljen, internationelle kungligheter, sociteen i New York till Hollywoodkändisar. På 1940-talet var det många av låtarna han spelade som gjorde stor succé. Några exempel är, "Careless Love", "One Meatball", "Jelly Jelly", "The House I Live In", "Waltzing Mathilda", "St. James Infirmary Blues", "Joshua Fit the Battle of Jericho", "Evil Hearted Man", "Miss Otis Regrets", "House of the Rising  Sun". Han fortsatte att samarbeta med många artister, han var med på radio, i musicals och spelade in filmer.
I och med att han var god vän med presidentfamiljen hade han möjligheter att berätta sin historia, och presidenten var intresserad att höra. Detta gjorde White väldigt viktig i arbetet med att få de färgades rättigheter på samma nivå som de vitas. Familjen Roosevelt var till och med gudföräldrar till Whites son, Josh White Jr. Junior har fortsatt i samma musikaliska spår som sin far. I början med lite mer egen stil, men med åldern har han tagit upp sin fars musik mer och mer. Han är också en duktig gitarrist och sångare. Flera av Josh White`s döttrar har också varit med och uppträtt på konserter och show.  
Josh White gav också ut en gitarrbok. Detta var den första bluesgitarrboken någonsin. White var populär i Europa och gav många konserter och var med i många shower. Inte minst var han populär i Sverige där han uppträdde för 50.000 personer i Stockholm.

## Diskografi
Listan innehåller bara några av hans album, stort sett på 1950-talet. I början av karriären gav han också ut album med namnen "Pinewood Tom" och "Tippy Barton." Tillsammans har han medverkat på över 200 album, solo, tillsammans med andra, "best of" album och samlingar, med mera.
- 1949 - Josh White sings, vol. 1
- 1952 - Ballads, vol. 2
- 1954 - Strange fruit
- 1955 - The story of John Henry
- 1956 - Josh at midnight
- 1956 - Josh White program
- 1957 - Stories, vol. 2
- 1957 - Josh White`s blues
- 1958 - Chain gang songs
- 1960 - Ballads & blues
- 1963 - The beginning
- 1964 - Josh White
- 1998 - Blues and ...
- 2003 - Empty bed blues
- Josh White (London)
- Ballads
- Josh White sings, vol. 2 (blues)[8]

## Filmografi
- 1945 - The Crimson Canary. Av John Hoffman.[11]
- 1947 – Dreams That Money Can Buy. Av Hans Richter.
- 1949 - The Walking Hills. Av John Sturges.[12]
- 1998 - The Guitar of Josh White. Homespun Videos. (En gitarrintroduktionsvideo med Josh White, Jr. som visar hans fars speciella teknik.
- 2000 - Josh White: Free and Equal Blues / Rare Performances. DVD. Vestapol.[13]

### Filmer med  Josh White`s skivinspelningar
- 1994 - Earl Robinson: Ballad of an American. Av Bette Jean Bullett.[14]
- 2001 - Jazz, Episode 7: "Dedicated to Chaos". Av Ken Burns.[15]
- 2003 - Strange Fruit. Av Joel Katz.[16]
- 2006 – Red Tailed Angels: The Story of the Tuskegee Airmen. Av Pare Lorentz.
- 2006 - Negroes with Guns: Rob Williams and Black Power. Av Sandra Dickson og Churchill Roberts.[17]
- 2009 – History Detectives. Episode: "In Search of Josh White's Guitar".
- 2009 – American Folk. Del 3, av BBC4:s femdelars serie
- 2010 – Our World War II Fathers. Av Les Easter

### Video
- White performing "Nobody Knows You When You're Down and Out" with daughter Judy White 1965 Swedish TV
- White performing "Joshua Fit the Battle of Jericho" 1967 BBC-TV.